# 苏利尼
苏利尼（法語：Souligny，法語發音：[suliɲi]）是法国奥布省的一个市镇，位于该省中南部，属于特鲁瓦区和特鲁瓦香槟都会城市圈公共社区，其市镇面积为10.59平方公里，2022年1月1日时人口数量为377人。
苏利尼是特鲁瓦香槟都会城市圈公共社区的组成部分，位于特鲁瓦市区西南大约13公里，紧邻布伊。

## 行政
苏利尼的邮政编码为10320，INSEE市镇编码为10373。

## 地理

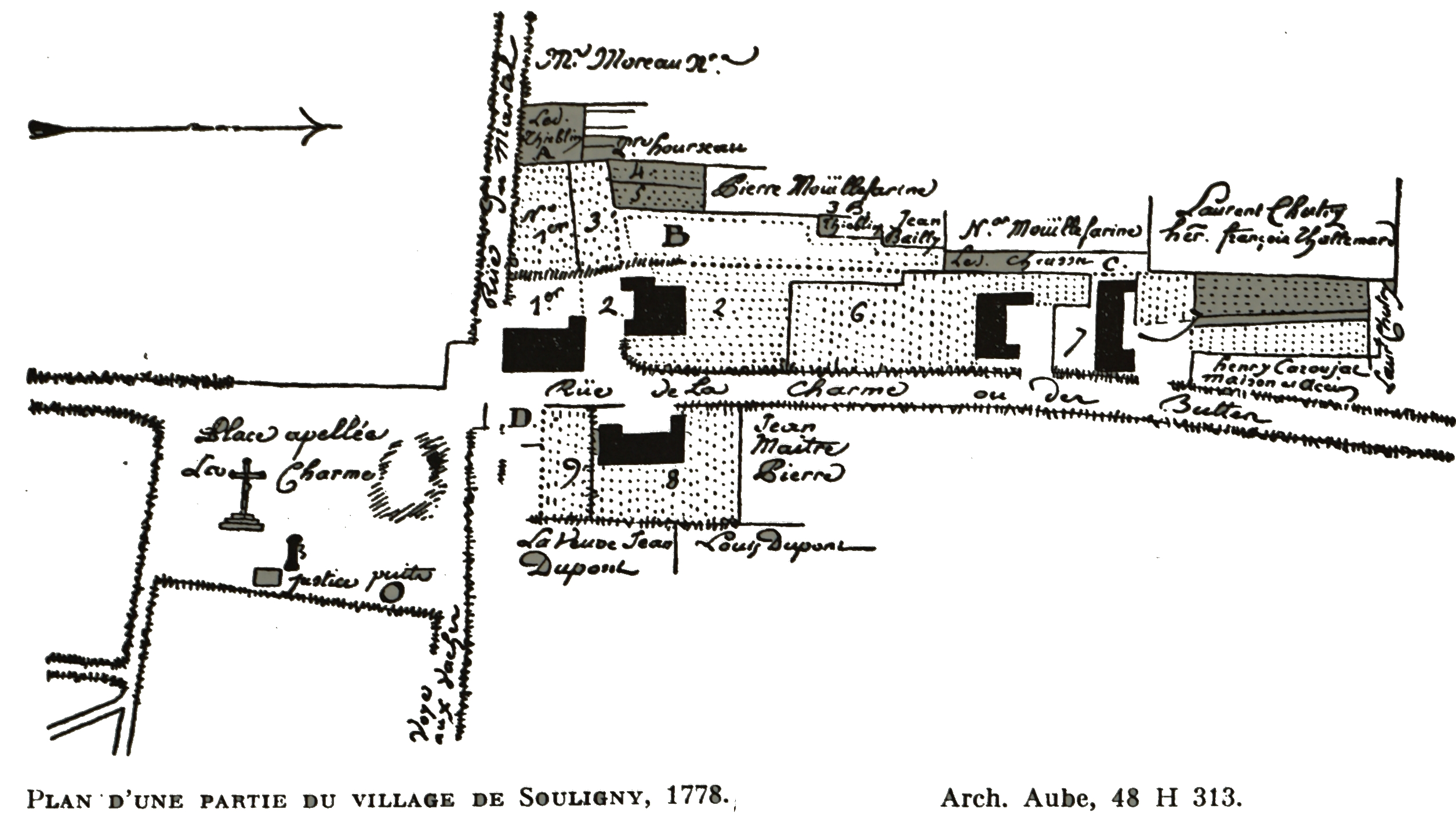
法国大革命前的苏利尼

苏利尼（48°12'16"N, 3°59'49"E）位于法国中北部偏东，大东部大区西南部和奥布省中部偏南。
与苏利尼接壤的市镇包括：布伊、莱讷欧布瓦、圣普昂日、沃沙西。
苏利尼属于塞纳河流域，境内地势平坦。
按照柯本气候分类法，苏利尼属于温带海洋性气候，全年温差较小，降水分布均匀。

## 历史
苏利尼历史上长期为一普通村落，中世纪时是蒙捷拉塞勒圣皮埃尔修道院的领地，法国大革命后建立市镇。

## 交通
法国国道N77线和奥布省省道D72线、D94线在苏利尼境内交汇。

## 政治
现任苏利尼市长为米歇尔·马拉尔梅女士（Michelle Malarmey）。

## 人口
| 年份   | 1936 | 1946 | 1954 | 1962 | 1968 | 1975 | 1982 | 1990 | 1999 | 2006 | 2007 | 2008 | 2013 | 2017 |
| ------ | ---- | ---- | ---- | ---- | ---- | ---- | ---- | ---- | ---- | ---- | ---- | ---- | ---- | ---- |
| 人口數 | 240  | 245  | 266  | 264  | 276  | 301  | 351  | 341  | 359  | 400  | 406  | 412  | 428  | 400  |

## 社会
苏利尼境内有一处活动中心和多媒体中心。